# George Valiamattam
George Valiamattam (* 16. September 1938 in Kodencherry) ist ein indischer Geistlicher und emeritierter Erzbischof von Tellicherry.

## Leben
George Valiamattam empfing am 30. November 1963 die Priesterweihe.
Papst Johannes Paul II. ernannte ihn am 18. Februar 1989 zum Bischof von Tellicherry. Die Bischofsweihe spendete ihm der Erzbischof von Ernakulam-Angamaly, Antony Padiyara, am 1. Mai desselben Jahres; Mitkonsekratoren waren Joseph Powathil, Erzbischof von Changanacherry, und Sebastian Valloppilly, Bischof von Tellicherry.
Mit der Erhebung zum Erzbistum am 18. Mai 1995 wurde er zum Erzbischof von Tellicherry ernannt.
Am 29. August 2014 nahm die Synode der Syro-malabarischen Kirche seinen altersbedingten Rücktritt an.